# 三屯河

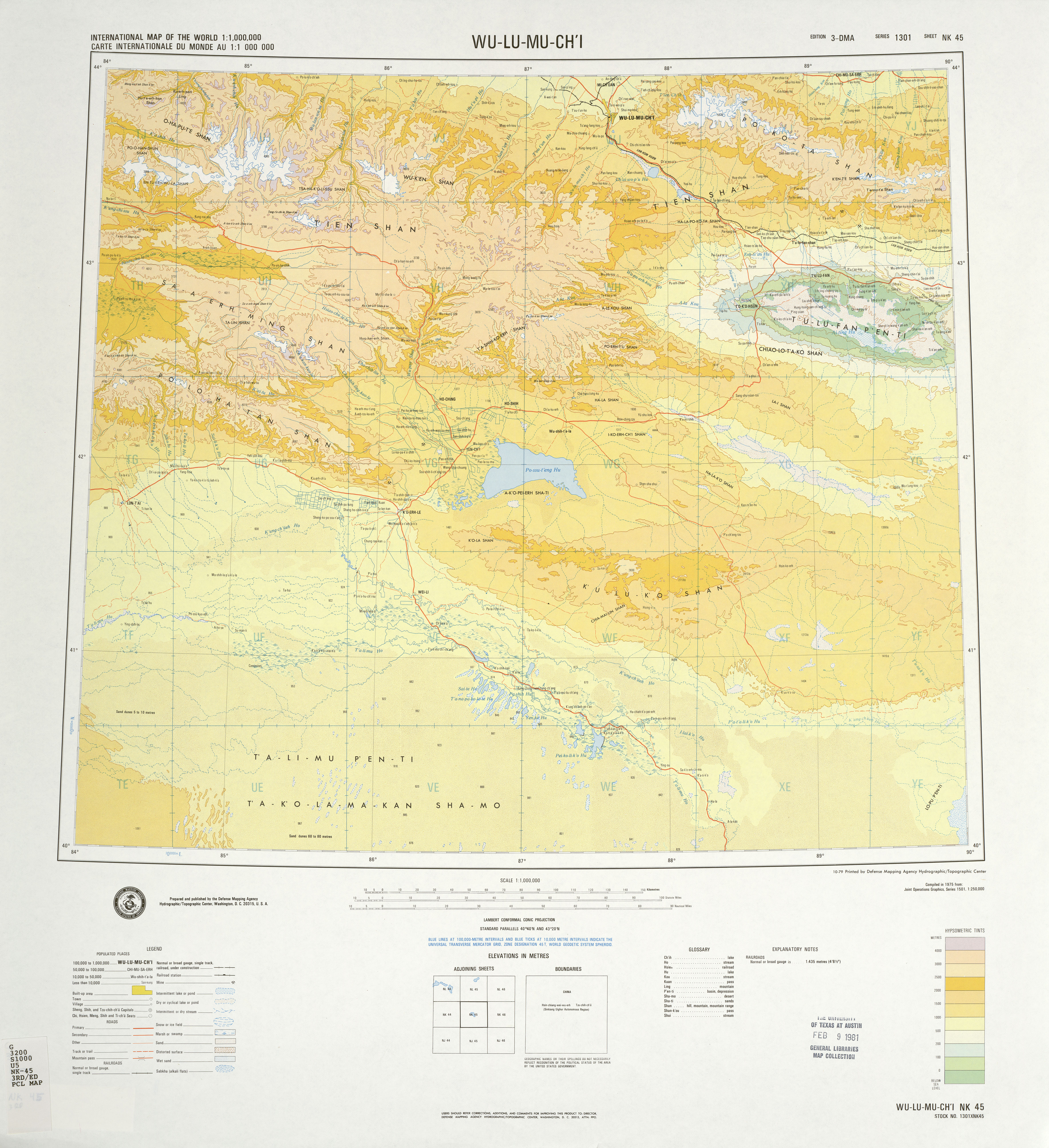
乌鲁木齐地区的地图，三屯河（San t'un Ho）位于图中上方。

三屯河，位于中华人民共和国新疆维吾尔自治区昌吉回族自治州昌吉市中部地区的一条河流，发源于北天山海拔4562米的天格尔峰北坡，自西南向东北流，经三屯河水库和努尔加水库后出山口，穿行于山前冲洪积平原，沿途被下游多座平原水库引蓄。山口以上河长132千米，流域面积2221平方千米。上游峡谷地带被称为“努尔加大峡谷”，景色壮丽。